# Ignazio Fabra
Ignazio Fabra (ur. 25 kwietnia 1930 w Palermo, zm. 13 kwietnia 2008 w Genui) – włoski zapaśnik, medalista Igrzysk Olimpijskich w 1952 i 1956 roku oraz uczestnik Igrzysk w latach 1960 - 5 miejsce i 1964 - 4 miejsce.
Złoty medalista mistrzostw świata w 1955; srebrny w 1962 i 1963. Mistrz igrzysk śródziemnomorskich w 1951; drugi w 1963 roku.

## Letnie Igrzyska Olimpijskie 1952
| Konkurencja             | Runda grupowa        | Runda grupowa             | Runda grupowa              | Runda grupowa           | Runda grupowa | Runda grupowa       | Finał                   | Klas. końcowa |
| Konkurencja             | Przeciwnik I         | Przeciwnik II             | Przeciwnik III             | Przeciwnik IV           | Przeciwnik V  | Przeciwnik VI       | Finał                   | Miejsce       |
| ----------------------- | -------------------- | ------------------------- | -------------------------- | ----------------------- | ------------- | ------------------- | ----------------------- | ------------- |
| styl klasyczny do 52 kg | Edmond Faure (FRA) W | Mahmud Umar Fauzi (EGY) W | Dumitru Pârvulescu (ROU) W | Bengt Johansson (SWE) W | walkower W    | Leo Honkala (FIN) W | Boris Guriewicz (SUN) L | 2.            |

## Letnie Igrzyska Olimpijskie 1956
| Konkurencja             | Runda grupowa              | Runda grupowa       | Runda grupowa          | Runda grupowa              | Runda grupowa | Runda grupowa | Finał                    | Klas. końcowa |
| Konkurencja             | Przeciwnik I               | Przeciwnik II       | Przeciwnik III         | Przeciwnik IV              | Przeciwnik V  | Przeciwnik VI | Finał                    | Miejsce       |
| ----------------------- | -------------------------- | ------------------- | ---------------------- | -------------------------- | ------------- | ------------- | ------------------------ | ------------- |
| styl klasyczny do 52 kg | Dursan Ali Eğribaş (TUR) W | Dick Wilson (USA) W | István Baranya (HUN) W | Dumitru Pârvulescu (ROU) W |               |               | Nikołaj Sołowjow (SUN) L | 2.            |

## Letnie Igrzyska Olimpijskie 1960
| Konkurencja             | Runda grupowa        | Runda grupowa          | Runda grupowa         | Runda grupowa           | Runda grupowa | Runda grupowa | Finał                      | Klas. końcowa |
| Konkurencja             | Przeciwnik I         | Przeciwnik II          | Przeciwnik III        | Przeciwnik IV           | Przeciwnik V  | Przeciwnik VI | Finał                      | Miejsce       |
| ----------------------- | -------------------- | ---------------------- | --------------------- | ----------------------- | ------------- | ------------- | -------------------------- | ------------- |
| styl klasyczny do 52 kg | Fritz Stange (DEU) W | Takashi Hirata (JPN) W | Maurice Mewis (BEL) W | Bengt Frännfors (SWE) W |               |               | Dumitru Pârvulescu (ROU) L | 5.            |

## Letnie Igrzyska Olimpijskie 1964
| Konkurencja             | Runda grupowa         | Runda grupowa     | Runda grupowa          | Runda grupowa       | Runda grupowa | Runda grupowa | Finał | Klas. końcowa |
| Konkurencja             | Przeciwnik I          | Przeciwnik II     | Przeciwnik III         | Przeciwnik IV       | Przeciwnik V  | Przeciwnik VI | Finał | Miejsce       |
| ----------------------- | --------------------- | ----------------- | ---------------------- | ------------------- | ------------- | ------------- | ----- | ------------- |
| styl klasyczny do 52 kg | Risto Björlin (FIN) W | Fu’ad Ali (EGY) W | Armais Sajadow (SUN) W | Rolf Lacour (DEU) L |               |               |       | 4.            |